# حملة غرب العراق 2017
عملية تحرير القائم وراوة هي العملية التي أطلقها رئيس الوزراء العراقي حيدر العبادي في يوم 26 أكتوبر، 2017 لاستعادة السيطرة على مدينتي القائم وراوة من تنظيم داعش.

## إعلان العملية
أعلن رئيس الوزراء العراقي حيدر العبادي في يوم 26 أكتوبر، انطلاق عملية تحرير قضاء القائم، قائلاً أنه ليس أمام الدواعش غير الموت أو الأستسلام.

## العملية
أعلن قائد عمليات تحرير غرب الأنبار، في 26 أكتوبر، أن الجيش العراقي حرر دائرة البحوث الزراعية شمال الطريق الإستراتيجي ومحطة H1 وقرية أم الوز ومنطقة الحسينيات ومنطقة النادرة وقاعدة سعد الجوية H2 ومنطقة الكعرة.
في 27 أكتوبر، أعلنت مصادر أمنية عراقية مَقتل 32 شخصاً من تنظيم داعش جراء اشتباكات بمحافظة الأنبار.